# Narcissus marvieri
Narcissus marvieri és una espècie de planta bulbosa que pertany a la família de les amaril·lidàcies (Amaryllidaceae).

## Descripció
Narcissus marvieri és una planta perenne bulbosa de fins a 15 cm d'alçada, amb fulles estretes de color verd glauc fosc i flors solitàries de color groc intens de fins a 3 cm d'amplada, amb copa petita lobulada i segments de periant estesos. Les seves flors són molt fragants.

## Distribució i hàbitat
Narcissus marvieri creix a les muntanyes de l'Atles, al Marroc. Al seu hàbitat creix en sortints i esquerdes de roques ben drenades.

## Taxonomia
Narcissus rupicola va ser descrita per Jahand. & Maire i publicat a Bull. Soc. Hist. Nat. Afrique N. 16: 70, a l'any 1925.
Etimologia
Narcissus nom genèric que fa referència del jove narcisista de la mitologia grega Νάρκισσος (Narkissos) fill del déu riu Cefís i de la nimfa Liríope; que es distingia per la seva bellesa.
El nom deriva de la paraula grega: ναρκὰο, narkào (= narcòtic) i es refereix a l'olor penetrant i embriagant de les flors d'algunes espècies (alguns sostenen que la paraula deriva de la paraula persa نرگس i que es pronuncia Nargis, que indica que aquesta planta és embriagadora).
marvieri: epítet
Sinonimia
- Narcissus rupicola var. marvieri (Jahand. & Maire) Maire, Bull. Soc. Hist. Nat. Afrique N. 29: 452 (1938).
- Narcissus rupicola subsp. marvieri (Jahand. & Maire) Maire & Weiller, Fl. Afrique N. 6: 60 (1959 publ. 1960).[4]